# Saison 2018-2019 du TSG Hoffenheim
Maillots
Chronologie
Saison précédente Saison suivante
La saison 2018-2019 est la 11e saison du TSG hoffenheim sans interruption en Bundesliga.

## Transferts

### Transferts estivaux
| Nom                  | Nationalité  | Poste     | Transfert          | Provenance/Destination    | Division       |
| -------------------- | ------------ | --------- | ------------------ | ------------------------- | -------------- |
| Arrivées             |              |           |                    |                           |                |
| Kasim Adams          | Ghana        | Défenseur | Transfert (8 M€)   | BSC Young Boys            | Super League   |
| Leonardo Bittencourt | Allemagne    | Milieu    | Transfert (6 M€)   | FC Cologne                | Bundesliga     |
| Ishak Belfodil       | Algérie      | Attaquant | Transfert (5,5 M€) | Standard de Liège         | Division 1A    |
| Vincenzo Grifo       | Italie       | Attaquant | Transfert (5,5 M€) | Borussia M'gladbach       | Bundesliga     |
| Joshua Brenet        | Pays-Bas     | Défenseur | Transfert (3,5 M€) | PSV Eindhoven             | Eredivisie     |
| Reiss Nelson         | Angleterre   | Attaquant | Prêt               | Arsenal FC                | Premier League |
| Bruno Nazário        | Brésil       | Milieu    | Retour de prêt     | Guarani FC                | Serie B        |
| Barış Atik           | Turquie      | Milieu    | Retour de prêt     | SV Darmstadt 98           | 2.Bundesliga   |
| Marvin Schwäbe       | Allemagne    | Gardien   | Retour de prêt     | Dynamo Dresde             | 2.Bundesliga   |
| Benedikt Gimber      | Allemagne    | Défenseur | Retour de prêt     | Jahn Regensburg           | 2.Bundesliga   |
| Felipe Pires         | Brésil       | Attaquant | Retour de prêt     | Austria Vienne            | Bundesliga     |
| Philipp Ochs         | Allemagne    | Milieu    | Retour de prêt     | VfL Bochum                | 2.Bundesliga   |
| Joelinton            | Brésil       | Attaquant | Retour de prêt     | Rapid Vienne              | Bundesliga     |
| In-hyeok Park        | Corée du Sud | Attaquant | Retour de prêt     | FK Vojvodina Novi Sad     | SuperLiga      |
| Départs              |              |           |                    |                           |                |
| Benedikt Gimber      | Allemagne    | Défenseur | Transfert (1 M€)   | FC Ingolstadt 04          | 2.Bundesliga   |
| Marvin Schwäbe       | Allemagne    | Gardien   | Transfert (700 k€) | Brøndby IF                | Superligaen    |
| Barış Atik           | Turquie      | Milieu    | Transfert (600 k€) | Dynamo Dresde             | 2.Bundesliga   |
| Joshua Mees          | Allemagne    | Attaquant | Transfert (500 k€) | 1.FC Union Berlin         | 2.Bundesliga   |
| Bruno Nazário        | Brésil       | Milieu    | Prêt               | Club Athletico Paranaense | Serie A        |
| Robert Žulj          | Autriche     | Milieu    | Prêt               | 1.FC Union Berlin         | 2.Bundesliga   |
| Philipp Ochs         | Allemagne    | Milieu    | Prêt               | Aalborg BK                | Superligaen    |
| Eugen Polanski       | Pologne      | Milieu    | Fin de contrat     |                           |                |
| Mark Uth             | Allemagne    | Attaquant | Fin de contrat     | Schalke 04                | Bundesliga     |
| Serge Gnabry         | Allemagne    | Milieu    | Fin de prêt        | Bayern Munich             | Bundesliga     |
| Felix Passlack       | Allemagne    | Défenseur | Fin de prêt        | Borussia Dortmund         | Bundesliga     |

### Transferts hivernaux
| Nom                   | Nationalité | Poste     | Transfert                     | Provenance/Destination        | Division       |
| --------------------- | ----------- | --------- | ----------------------------- | ----------------------------- | -------------- |
| Arrivées              |             |           |                               |                               |                |
| Lucas Ribeiro         | Brésil      | Milieu    | Transfert                     | EC Vitória                    | Serie A        |
| Christoph Baumgartner | Autriche    | Milieu    | Premier contrat professionnel | TSG Hoffenheim II             | Regionalliga   |
| Départs               |             |           |                               |                               |                |
| Felipe Pires          | Brésil      | Attaquant | Prêt                          | Sociedade Esportiva Palmeiras | Serie A        |
| Kevin Akpoguma        | Allemagne   | Défenseur | Prêt                          | Hanovre 96                    | Bundesliga     |
| Vincenzo Grifo        | Italie      | Milieu    | Prêt                          | SC Fribourg                   | Bundesliga     |
| Gregor Kobel          | Suisse      | Gardien   | Prêt                          | FC Augsbourg                  | Bundesliga     |
| Steven Zuber          | Suisse      | Milieu    | Prêt                          | VfB Stuttgart                 | Bundesliga     |
| Havard Nordtveit      | Norvège     | Défenseur | Prêt                          | Fulham FC                     | Premier League |
| Meris Skenderović     | Monténégro  | Attaquant | Prêt                          | TSV Hartberg                  | Bundesliga     |
| Justin Hoogma         | Pays-Bas    | Défenseur | Prêt                          | FC St.Pauli                   | 2.Bundesliga   |

## Compétitions
| Neuvième 51 points | Phase de groupe | Deuxième tour |
| 13V 12N 9D         | 0V 3N 3D        | 1V 0N 1D      |
| TOTAL: 14V 15N 13D |                 |               |

### Championnat

#### Classement
| Rang | Équipe               | Pts | J  | G  | N  | P  | Bp | Bc | Diff | Qualification ou relégation                                              |
| ---- | -------------------- | --- | -- | -- | -- | -- | -- | -- | ---- | ------------------------------------------------------------------------ |
| 7    | Eintracht Francfort  | 54  | 34 | 15 | 9  | 10 | 60 | 48 | +12  | Qualification pour le troisième tour de qualification de la Ligue Europa |
| 8    | Werder Brême         | 53  | 34 | 14 | 11 | 9  | 58 | 49 | +9   |                                                                          |
| 9    | Hoffenheim           | 51  | 34 | 13 | 12 | 9  | 70 | 52 | +18  |                                                                          |
| 10   | Fortuna Düsseldorf P | 44  | 34 | 13 | 5  | 16 | 49 | 65 | −16  |                                                                          |
| 11   | Hertha Berlin        | 43  | 34 | 11 | 10 | 13 | 49 | 57 | −8   |                                                                          |

#### Évolution du classement et des résultats
| Résultat | D   | V   | D   | N   | V  | D   | D   | V  | V  | V  | V  | N  | N  | N  | N  | N  | N  | D  | V  | N  | N  | V  | N  | D  | V  | N  | V  | V  | V  | V  | D  | N  | D  | D  | — | — | — |
| Rang     | 15e | 10e | 11e | 11e | 9e | 11e | 13e | 8e | 8e | 7e | 6e | 6e | 6e | 7e | 6e | 7e | 7e | 7e | 6e | 8e | 9e | 8e | 8e | 9e | 8e | 9e | 9e | 7e | 6e | 6e | 7e | 8e | 8e | 9e | 0 |   |   |

### Ligue des champions
La Ligue des champions 2018-2019 est la 64e édition de la Ligue des champions, la plus prestigieuse des compétitions européennes inter-clubs. Elle est divisée en deux phases, une phase de groupes, qui consiste en huit mini-championnats de quatre équipes par groupe, les deux premiers poursuivant la compétition et le troisième étant repêché en seizièmes de finale de la Ligue Europa.

#### Parcours en Ligue des champions

##### Phase de groupes
| Rang | Équipe             | Pts | J | G | N | P | Bp | Bc | Diff |  | Résultats (▼ dom., ► ext.) |     |     |     |     |
| ---- | ------------------ | --- | - | - | - | - | -- | -- | ---- |  | -------------------------- | --- | --- | --- | --- |
| 1    | Manchester City    | 13  | 6 | 4 | 1 | 1 | 16 | 6  | +10  |  | Manchester City            |     | 1-2 | 6-0 | 2-1 |
| 2    | Olympique lyonnais | 8   | 6 | 1 | 5 | 0 | 12 | 11 | +1   |  | Olympique lyonnais         | 2-2 |     | 2-2 | 2-2 |
| 3    | Chakhtar Donetsk   | 6   | 6 | 1 | 3 | 2 | 8  | 16 | -8   |  | Chakhtar Donetsk           | 0-3 | 1-1 |     | 2-2 |
| 4    | TSG Hoffenheim     | 3   | 6 | 0 | 3 | 3 | 11 | 14 | -3   |  | TSG Hoffenheim             | 1-2 | 3-3 | 2-3 |     |

## Joueurs et encadrement technique

### Effectif professionnel
Le tableau suivant liste l'effectif professionnel du TSG Hoffenheim pour la saison 2018-2019.

#### Prêtés aux autres clubs
| N° | Nat.                   | Poste | Nom du joueur                                                 |
| -- | ---------------------- | ----- | ------------------------------------------------------------- |
| 25 | Drapeau de l'Allemagne | D     | Kevin Akpoguma (à l'Hanovre 96 jusqu'à juin 2019)             |
| 32 | Drapeau de l'Italie    | M     | Vincenzo Grifo (à l'SC Fribourg jusqu'à juin 2019)            |
| 36 | Drapeau de la Suisse   | G     | Gregor Kobel (à l'FC Augsbourg jusqu'à juin 2019)             |
|    | Drapeau du Brésil      | A     | Bruno Nazário (à l'Atletico Paranaense jusqu'à décembre 2019) |

## Statistiques

### Statistiques collectives
| Compétition         | Débute au tour   | Termine       | Matches joués | Gagnés | Nuls | Perdus | Buts pour | Buts contre | Différence |
| ------------------- | ---------------- | ------------- | ------------- | ------ | ---- | ------ | --------- | ----------- | ---------- |
| Bundesliga          | -                | Neuvième      | 34            | 13     | 12   | 9      | 70        | 52          | +18        |
| Ligue des champions | Phase de groupes | -             | 6             | 0      | 3    | 3      | 9         | 12          | -3         |
| Coupe d'Allemagne   | Premier tour     | Deuxième tour | 2             | 1      | 0    | 1      | 6         | 3           | +3         |
| Total               | -                | -             | 52            | 35     | 16   | 13     | 85        | 67          | +18        |

### Statistiques individuelles
(Mis à jour le 20 janvier 2019)
| Numéro | Nat. | Nom         | Championnat | Championnat | Championnat    | Championnat | Championnat  | Ligue des champions | Ligue des champions | Ligue des champions | Ligue des champions | Ligue des champions | Coupe d'Allemagne | Coupe d'Allemagne | Coupe d'Allemagne | Coupe d'Allemagne | Coupe d'Allemagne | Total | Total       | Total          | Total  | Total        |
| Numéro | Nat. | Nom         | M.j.        | But inscrit | Passe décisive | Averti      | Carton rouge | M.j.                | But inscrit         | Passe décisive      | Averti              | Carton rouge        | M.j.              | But inscrit       | Passe décisive    | Averti            | Carton rouge      | M.j.  | But inscrit | Passe décisive | Averti | Carton rouge |
| ------ | ---- | ----------- | ----------- | ----------- | -------------- | ----------- | ------------ | ------------------- | ------------------- | ------------------- | ------------------- | ------------------- | ----------------- | ----------------- | ----------------- | ----------------- | ----------------- | ----- | ----------- | -------------- | ------ | ------------ |
| 1      |      | Baumann     | 17          | 0           | 1              | 0           | 0            | 6                   | 0                   | 0                   | 0                   | 0                   | 0                 | 0                 | 0                 | 0                 | 0                 | 23    | 0           | 1              | 0      | 0            |
| 2      |      | Brenet      | 6           | 2           | 1              | 0           | 0            | 2                   | 0                   | 0                   | 0                   | 0                   | 2                 | 1                 | 0                 | 0                 | 0                 | 10    | 3           | 1              | 0      | 0            |
| 3      |      | Kadeřábek   | 16          | 1           | 4              | 4           | 0            | 6                   | 1                   | 0                   | 0                   | 0                   | 1                 | 1                 | 1                 | 0                 | 0                 | 23    | 3           | 5              | 4      | 0            |
| 4      |      | Bičakčić    | 13          | 1           | 1              | 0           | 0            | 3                   | 0                   | 1                   | 1                   | 0                   | 2                 | 0                 | 0                 | 1                 | 0                 | 18    | 1           | 2              | 2      | 0            |
| 6      |      | Nordtveit   | 8           | 0           | 0              | 2           | 0            | 3                   | 1                   | 0                   | 0                   | 0                   | 0                 | 0                 | 0                 | 0                 | 0                 | 11    | 1           | 0              | 2      | 0            |
| 8      |      | Geiger      | 1           | 0           | 0              | 0           | 0            | 1                   | 0                   | 0                   | 0                   | 0                   | 0                 | 0                 | 0                 | 0                 | 0                 | 2     | 0           | 0              | 0      | 0            |
| 9      |      | Nelson      | 13          | 6           | 1              | 0           | 0            | 5                   | 0                   | 0                   | 0                   | 0                   | 1                 | 0                 | 0                 | 0                 | 0                 | 19    | 6           | 1              | 0      | 0            |
| 10     |      | Demirbay    | 12          | 2           | 2              | 1           | 0            | 5                   | 0                   | 2                   | 3                   | 0                   | 1                 | 0                 | 0                 | 0                 | 0                 | 18    | 2           | 4              | 4      | 0            |
| 11     |      | Grillitsch  | 15          | 0           | 0              | 3           | 0            | 6                   | 1                   | 0                   | 3                   | 0                   | 0                 | 0                 | 0                 | 0                 | 0                 | 21    | 1           | 0              | 6      | 0            |
| 13     |      | Bittencourt | 13          | 1           | 3              | 1           | 0            | 3                   | 0                   | 1                   | 0                   | 0                   | 2                 | 0                 | 0                 | 0                 | 0                 | 18    | 1           | 4              | 1      | 0            |
| 15     |      | Adams       | 7           | 0           | 0              | 3           | 0            | 2                   | 0                   | 0                   | 2                   | 1                   | 1                 | 0                 | 0                 | 0                 | 0                 | 10    | 0           | 0              | 5      | 1            |
| 16     |      | Schulz      | 16          | 1           | 2              | 3           | 0            | 5                   | 0                   | 1                   | 0                   | 0                   | 2                 | 1                 | 2                 | 1                 | 0                 | 23    | 2           | 5              | 4      | 0            |
| 17     |      | Zuber       | 9           | 0           | 1              | 1           | 0            | 3                   | 1                   | 0                   | 0                   | 0                   | 1                 | 0                 | 0                 | 1                 | 0                 | 13    | 1           | 0              | 3      | 0            |
| 18     |      | Amiri       | 0           | 0           | 0              | 0           | 0            | 1                   | 0                   | 0                   | 0                   | 0                   | 0                 | 0                 | 0                 | 0                 | 0                 | 1     | 0           | 0              | 0      | 0            |
| 19     |      | Belfodil    | 13          | 5           | 0              | 3           | 0            | 5                   | 1                   | 1                   | 0                   | 0                   | 2                 | 0                 | 0                 | 0                 | 0                 | 20    | 6           | 1              | 3      | 0            |
| 21     |      | Hübner      | 4           | 0           | 0              | 0           | 0            | 1                   | 0                   | 0                   | 0                   | 0                   | 0                 | 0                 | 0                 | 0                 | 0                 | 5     | 0           | 0              | 0      | 0            |
| 22     |      | Vogt        | 15          | 0           | 0              | 3           | 0            | 4                   | 0                   | 0                   | 2                   | 0                   | 2                 | 0                 | 0                 | 0                 | 0                 | 21    | 0           | 0              | 5      | 0            |
| 24     |      | Hoogma      | 2           | 0           | 0              | 0           | 0            | 1                   | 0                   | 0                   | 0                   | 0                   | 1                 | 0                 | 0                 | 0                 | 0                 | 4     | 0           | 0              | 0      | 0            |
| 25     |      | Akpoguma    | 8           | 0           | 0              | 2           | 0            | 2                   | 0                   | 0                   | 0                   | 0                   | 0                 | 0                 | 0                 | 0                 | 0                 | 10    | 0           | 0              | 2      | 0            |
| 27     |      | Kramarić    | 14          | 5           | 2              | 1           | 0            | 6                   | 5                   | 1                   | 1                   | 0                   | 1                 | 0                 | 0                 | 0                 | 0                 | 21    | 10          | 3              | 2      | 0            |
| 28     |      | Szalai      | 16          | 4           | 2              | 2           | 0            | 5                   | 0                   | 0                   | 2                   | 1                   | 2                 | 0                 | 0                 | 1                 | 0                 | 23    | 5           | 2              | 5      | 1            |
| 32     |      | Grifo       | 7           | 1           | 2              | 0           | 0            | 1                   | 0                   | 0                   | 0                   | 0                   | 2                 | 0                 | 1                 | 0                 | 0                 | 10    | 1           | 3              | 0      | 0            |
| 34     |      | Joelinton   | 17          | 4           | 4              | 1           | 0            | 5                   | 1                   | 1                   | 1                   | 0                   | 2                 | 3                 | 1                 | 0                 | 0                 | 24    | 8           | 6              | 2      | 0            |
| 36     |      | Kobel       | 1           | 0           | 0              | 0           | 0            | 0                   | 0                   | 0                   | 0                   | 0                   | 2                 | 0                 | 0                 | 0                 | 0                 | 3     | 0           | 0              | 0      | 0            |
| 37     |      | Hack        | 0           | 0           | 0              | 0           | 0            | 1                   | 0                   | 0                   | 0                   | 0                   | 0                 | 0                 | 0                 | 0                 | 0                 | 1     | 0           | 0              | 0      | 0            |
| 38     |      | Posch       | 8           | 0           | 0              | 2           | 0            | 2                   | 0                   | 0                   | 0                   | 0                   | 1                 | 0                 | 0                 | 0                 | 0                 | 11    | 0           | 0              | 2      | 0            |